# Biskupice (Miechów)
Pour les articles homonymes, voir Biskupice.
Biskupice (prononciation : [biskuˈpit͡sɛ]) est une localité polonaise de la gmina et powiat de Miechów en voïvodie de Petite-Pologne.